# هلیل ساوران
هلیل ساوران (انگلیسی: Halil Savran؛ زادهٔ ۲۰ ژوئن ۱۹۸۵) بازیکن فوتبال اهل ترکیه است.
از باشگاه‌هایی که در آن بازی کرده‌است می‌توان به باشگاه فوتبال دینامو درسدن، باشگاه فوتبال یونیون برلین، باشگاه فوتبال هانزا روستوک، باشگاه فوتبال ارتسگبیرگ آئو، و باشگاه فوتبال اسنابروک اشاره کرد.